# Menhir de la Drouetterie
Le menhir de la Drouetterie, dit la Pierre qui tourne, est un menhir situé dans la commune de Vay (Loire-Atlantique, région Pays de la Loire, France), elle-même située à environ 40 km au nord de Nantes.

## Localisation
Vay se trouve à 7 km à l'ouest de Nozay, où passe la route nationale 137 reliant notamment Nantes à Rennes. 
Le menhir est situé à environ un kilomètre au sud-est du bourg de Vay, près de la route vers La Grigonnais, un peu au sud du village de Bourruen.

## Description
Il s'agit d'un monolithe de quartzite de forme quasi prismatique, de 2,96 m de haut sur 1,13 de large, légèrement incliné vers le nord. 
Son sommet est surmonté d'un socle en ciment, précédemment support d'une croix (marque de christianisation d'un monument issu du monde préchrétien).
Plusieurs blocs situés aux alentours sont probablement les vestiges d'un ensemble mégalithique plus complexe indéterminé.

## Protection
Ce monument est classé au titre des monuments historiques depuis 1928.